# Шакицкене, Бируте
Бируте Шакицкене (в девичестве — Юозенайте, лит. Birutė Šakickienė-Juozėnaitė; 26 ноября 1968, Зарасай, СССР) — литовская гребчиха, бронзовая призёрка летних Олимпийских игр 2000 года в соревнованиях двоек парных.

## Спортивная биография
Бируте Шакицкене родилась 26 ноября 1968 года в городе Зарасай. С 1993 года литовская спортсменка стала выступать на самых крупных международных соревнованиях. Первоначально Шакицкене выступала в соревнованиях одиночек, а также в составе четвёрки парной.
В 1996 году Шакицкене дебютировала на летних Олимпийских играх в Атланте. Бируте выступила в соревнованиях одиночек. В первом раунде литовская спортсменка заняла 4-е место в своём заплыве и не смогла напрямую пробиться в полуфинал. В дополнительной гонке Шакицкене, заняв последнее место, выбыла из борьбы за медали и смогла попасть только в финал C. В утешительном финале литовская спортсменка, показав время 8:17,80 пришла к финишу второй и заняла итоговое 14-е место.
На летних Олимпийских играх 2000 года в Сиднее Шакицкене выступила в соревнованиях двоек парных. Напарницей Бируте стала Кристина Поплавская. В первом раунде литовский экипаж показал время 7:13,04 и занял в своём заплыве 2-е место. В дополнительной гонке литовки уверенно заняли первое место и смогли продолжить борьбу за медали. В решающем заплыве Шакицкене и Поплавская, показав время 7:01,71, смогли стать третьими, уступив только соперницам из Германии и Нидерландов.
На чемпионатах мира лучшим результатом в карьере Шакицкене является 4-е место в 1999 году в соревнованиях двоек парных. В 2004 году Шакицкене завершила свою спортивную карьеру.